# Jeffrey Combs
Jeffrey Alan Combs (Oxnard, 9 settembre 1954) è un attore statunitense.

## Biografia
Dopo aver lavorato per quasi 5 anni in diverse compagnie teatrali, si trasferisce a Los Angeles, dove lega il proprio nome a quello di Brian Yuzna e alle sue produzioni horror. La prima collaborazione con il regista è per Re-Animator, in cui interpreta il protagonista Herbert West. Lavora anche in altri ambiti, apparendo al fianco di Michael J. Fox nei film Sospesi nel tempo e Incubo finale.
In televisione è noto per le sue numerose partecipazioni in varie serie di Star Trek, sempre nel ruolo di alieni. La sua carriera in Star Trek inizia nel 1994 con la serie televisiva Deep Space Nine, dove interpreta i personaggi ricorrenti di Brunt, l'inquisitore Ferengi, e di Weyoun, clone Vorta al servizio del Dominio. Nel 2000 partecipa a un episodio della serie Voyager e nel 2001 indossa i panni dell'Andoriano Shran nella serie Enterprise. Colleziona inoltre diverse apparizioni nei panni di personaggi non ricorrenti. Nel 2021 presta la voce al computer malvagio Agimus nell'episodio Il pianeta delle piacevoli fontane, della seconda stagione della serie animata Lower Decks.
Sempre in ambito fantascientifico, per la televisione partecipa ad alcuni episodi di 4400 (2005-2007) e a un episodio della prima stagione di Babylon 5 (1993).

## Filmografia

### Attore

#### Cinema
- Crazy Runners - Quei pazzi pazzi sulle autostrade (Honky Tonk Freeway), regia di John Schlesinger (1981)
- Di chi è la mia vita? (Whose Life Is It Anyway?), regia di John Badham (1981)
- Ho perso la testa per un cervello (The Man with Two Brains), regia di Carl Reiner (1983)
- Frightmare, regia di Norman Thaddeus Vane (1983)
- Re-Animator, regia di Stuart Gordon (1985)
- From Beyond - Terrore dall'ignoto (From Beyond), regia di Stuart Gordon (1986)
- Cyclone, arma fatale (Cyclone), regia di Fred Olen Ray (1987)
- Ork (Cellar Dweller), regia di John Carl Buechler (1988)
- The Phantom Empire, regia di Fred Olen Ray (1988)
- Robot Jox, regia di Stuart Gordon (1990)
- Re-Animator 2 (Bride of Re-Animator), regi di Brian Yuzna (1991)
- Il pozzo e il pendolo (The Pit and the Pendulum), regia di Stuart Gordon (1991)
- Guyver (The Guyver), regia di Screaming Mad George e Steve Wang (1991)
- Trancers II: The Return of Jack Deth, regia di Charles Band (1991)
- Death Falls, regia di June Samson (1991)
- Invasori dalla IV dimensione (Doctor Mordrid), regia di Albert Band e Charles Band (1992)
- 2013 - La fortezza (Fortess), regia di Stuart Gordon (1992)
- Necronomicon, regia di Christophe Gans, Shūsuke Kaneko e Brian Yuzna (1993)
- Lurking Fear, regia di C. Courtney Joyner (1994)
- Love e una 45 (Love and a .45), regia di C.M. Talkington (1994)
- Felony, regia di David A. Prior (1996)
- Castle Freak, regia di Stuart Gordon (1995)
- Sospesi nel tempo (The Frighteners), regia di Peter Jackson (1996)
- Cyberstalker, regia di Christopher Romero (1996)
- Time Tracers, regia di Bret McCormick (1997)
- Spoiler, regia di Jeff Burr (1998)
- Braccato dal destino - Caught Up (Caught Up), regia di Darin Scott (1998)
- Incubo finale (I Still Know What You Did Last Summer), regia di Danny Cannon (1998)
- Il mistero della casa sulla collina (House on Haunted Hill), regia di William Malone (1999)
- Faust (Faust: Love of the Damned), regia di Brian Yuzna (2001)
- Horror in the Attic (The Attic Expeditions), regia di Jeremy Kasten (2001)
- Paura.com (FeardotCom), regia di William Malone (2002)
- Beyond Re-Animator, regia di Brian Yuzna (2003)
- All Souls Day: Dia de los Muertos, regia di Jeremy Kasten (2005)
- Edmond, regia di Stuart Gordon (2005)
- Satanic, regia di Dan Golden (2006)
- Abominable, regia di Ryan Schifrin (2006)
- Blackwater Valley Exorcism, regia di Ethan Wiley (2006)
- The Attackmen, regia di Topher Straus (2007) (cortometraggio)
- The Wizard of Gore, regia di Jeremy Kasten (2007)
- Brutal, regia di Ethan Wiley (2007)
- Il ritorno nella casa sulla collina (Return to House on Haunted Hill), regia di Víctor García (2007)
- Parasomnia, regia di William Malone (2008)
- Would You Rather, regia di David Guy Levy (2012)
- The Penny Dreadful Picture Show, regia di Nick Everhart, Leigh Scott e Eliza Swenson (2013)

#### Televisione
- American Playhouse – serie TV, episodio 2x01 (1983)
- Mississippi (The Mississippi) – serie TV, episodio 1x04 (1983)
- La bella e la bestia (Beauty and the Beast) – serie TV, episodio 1x04 (1987)
- Houston Knights - Due duri da brivido (Houston Knights) – serie TV, episodio 2x05 (1987)
- Due come noi (Jake and the Fatman) – serie TV, episodio 1x15 (1988)
- Freddy's Nightmares (Freddy's Nightmares: A Nightmare on Elm Street: The Series) – serie TV, episodio 1x17 (1989)
- Hunter – serie TV, episodio 7x13 (1991)
- Flash (The Flash) – serie TV, episodio 1x17 (1991)
- Una famiglia come le altre (Life Goes On) – serie TV, episodio 3x08 (1991)
- Sisters – serie TV, episodio 4x21 (1994)
- Babylon 5 – serie TV, episodio 1x16 (1994)
- Norma Jean & Marilyn – film TV (1996)
- Batman - Cavaliere della notte (The New Batman Adventures) – serie TV animata, episodio 1x06 (1997) (voce)
- The Net – serie TV, episodio 1x16 (1999)
- Star Trek: Deep Space Nine – serie TV, 32 episodi (1994-1999) - Weyoun e Brunt
- Star Trek: Voyager – serie TV, episodio 6x15 (2000)
- Più forte ragazzi (Martial Law) – serie TV, episodio 2x20 (2000)
- The Twilight Zone – serie TV, episodio 1x35 (2003)
- She Spies – serie TV, episodio 1x17 (2003)
- CSI - Scena del crimine (CSI: Crime Scene Investigation) – serie TV, episodio 4x06 (2003)
- Star Trek: Enterprise (Enterprise) – serie TV, 11 episodi (2001-2005) - Shran
- SharkMan - Una nuova razza di predatori (Hammerhead: Shark Frenzy) – film TV (2005)
- Masters of Horror – serie TV, episodio 2x11 (2006)
- 4400 (The 4400) – serie TV, 15 episodi (2005-2007)
- Cold Case - Delitti irrisolti (Cold Case) – serie TV, episodio 5x13 (2008)
- Le streghe di Oz (The Witches of Oz) – miniserie TV, 2 episodi (2011)
- Femme Fatales - Sesso e crimini (Femme Fatales) – serie TV, episodio 2x05 (2012)
- Criminal Minds – serie TV, episodio 9x12 (2014)
- Gotham – serie TV, episodi 1x17-1x18 (2015)

### Doppiatore

#### Cinema
- Stuck, regia di Stuart Gordon (2007)

#### Televisione
- Spider-Man: The New Animated Series – serie TV animata, episodi 1x07-1x09 (2003)
- The Batman – serie TV animata, episodio 3x02 (2005)
- Justice League Unlimited – serie TV animata, 5 episodi (2004-2006)
- Super Robot Monkey Team Hyperforce Go! – serie TV animata, episodi 1x10-4x03 (2004-2006)
- Batman: The Brave and the Bold – serie TV animata, episodio 2x02 (2009)
- Scooby-Doo! Mystery Incorporated – serie TV animata, episodi 1x12-1x25 (2010-2011)
- Thundercats – serie TV animata, episodio 1x24 (2012)
- Avengers - I più potenti eroi della Terra (The Avengers: Earth's Mightiest Heroes) – serie TV animata, 5 episodi (2010-2012)
- Transformers: Prime – serie TV animata, 56 episodi (2010-2013)
- Star Trek: Lower Decks - serie animata, episodio 2x08 (2021) - Agimus

## Riconoscimenti
- Saturn Award
  - 1990 – Candidatura come Miglior attore non protagonista per Re-Animator 2
  - 1996 – Candidatura come Miglior attore non protagonista per Sospesi nel tempo

## Doppiatori italiani
Nelle versioni in italiano delle opere in cui ha recitato, Jeffrey Combs è stato doppiato da:
- Antonio Sanna in 2013 - La fortezza, Masters of Horror, Criminal Minds
- Vittorio Guerrieri in From Beyond - Terrore dall'ignoto, Edmond
- Andrea Ward in Star Trek: Deep Space Nine (Weyoun)
- Maurizio Romano in Star Trek: Deep Space Nine (Tiron)
- Mino Caprio in Il pozzo e il pendolo
- Massimo Lodolo in Star Trek: Enterprise
- Massimo Rossi in Re-Animator
- Gianni Bersanetti in Re-Animator 2
- Francesco Vairano in Sospesi nel tempo
- Roberto Pedicini in Braccato dal destino - Caught Up
- Nino Prester in Incubo Finale
- Fabio Boccanera in Faust
- Francesco Pannofino in Paura.com
- Mimmo Strati in 4400
- Stefano De Sando in Cold Case - Delitti irrisolti